# Mitsu Dan
Mitsu Dan (壇 蜜 Dan Mitsu?) (Akita, Japón; 3 de diciembre de 1980) es el nombre profesional de Shizuka Saitō (齋藤 支靜加?) de una actriz, Gravure idol y escritora japonesa. Ha desempeñado múltiples papeles principales en televisión y cine, incluida como Naoko en el thriller erótico Amai Muchi de 2013, por el que recibió un premio a la Revelación del Año en la 37ª ceremonia de los premios de la Academia de Japón.

## Educación y trabajo
Se graduó en la Showa Women's University (Universidad de Mujeres Showa) y obtuvo un certificado de profesora, trabajó en una funeraria, intentó abrir una tienda de dulces pero no pudo y trabajó como anfitriona en un club de Ginza antes de convertirse en gravure idol en 2010.

## Vida personal
En noviembre del 2019 contrajo matrimonio con el artista de manga Tōru Seino (清野とおる?).

## Filmografía

### Televisión
- Tokumei Tantei: TV Asahi, 2012
- Otenki Oneesan: TV Asahi, 2013
- Hanzawa Naoki: TBS, 2013
- Hanako to Anne: NHK, 2014
- Coffee-ya no Hitobito: NHK, 2014
- Black President: Fuji TV, 2014
- Ore no Dandyism: TV Tokyo, 2014
- Arasa-chan Mushūsei: TV Tokyo, 2014
- Crow's Blood: Hulu Japan, 2016
- Manpuku: NHK, 2019
- Mikazuki: NHK, 2019

### Película
- Be My Slave: 2012
- Amai Muchi: 2013
- Taishibōkei Tanita Shain Shokudō: 2013
- Figure na Anata: 2013
- Chikyū Bōei Mibōjin: 2014
- Sanbun no Ichi: 2014
- Sekigahara: 2017
- Hoshimeguri no Machi: 2018
- Eating Women: 2018
- Mashin Sentai Kiramager the Movie: 2021[6]
- A Dog Named Palma: 2021